# Sempachersee
Sempachersee (fr. Lac de Sempach) – jezioro w środkowej Szwajcarii, w kantonie Lucerna.

## Położenie
Jezioro leży we wschodniej części Wyżyny Szwajcarskiej, ok. 15 km na północny zachód od Lucerny. Przy północnym krańcu jeziora leży miasto Sursee. Z jeziorem Sempach graniczy siedem gmin: Sursee, Sempach, Oberkirch, Nottwil, Eich, Schenkon i Neuenkirch. Mieszka w nich łącznie około 30 000 osób.

## Charakterystyka
Jezioro ma kształt wydłużony w linii północny zachód – południowy wschód. Jego długość to 7,5 km, obwód 19,7 km, a głębokość jeziora wynosi 87 m. Ma powierzchnię 14,36 km², poziom jego wody znajduje się średnio na wysokości 503,8 m n.p.m., a objętość wody w jeziorze wynosi 0,66 km³.
Do jeziora uchodzi szereg niewielkich cieków wodnych. Jednym z największych jest rzeka Grosse Aa, płynąca z położonej dalej na południe gminy Neuenkirch i wpadająca do jeziora w miejscowości Seesatz. Na północnym krańcu Sempachersee bierze swój początek rzeka Suhre (dopływ Aare), będąca jedynym odpływem wód jeziora. Jej średni przepływ w tym miejscu wynosi 1,28 m³/s.

## Historia
Jezioro Sempach jest zbiornikiem wodnym o pochodzeniu polodowcowym. Lodowiec Reuss, który cofał się pod koniec zlodowacenia Würm, około 12 000 lat temu, pozostawił po sobie szereg moren, w tym w okolicach dzisiejszej kaplicy Mariazell w gminie Sursee, która ogranicza jezioro Sempach na północnym krańcu. Pozostałości kilku domów na palach znalezionych podczas badań archeologicznych wokół jeziora wskazują na osadnictwo z neolitu i epoki brązu.
W 1386 r. na południowym brzegu jeziora, w pobliżu miasta Sempach, miała miejsce decydująca dla późniejszych dziejów Konfederacji Szwajcarskiej bitwa pod Sempach, w której Szwajcarzy rozbili austriackie wojska Habsburgów.
W 1806 r. dzięki pracom melioracyjnym poziom wody w jeziorze obniżono o około 1,7 metra, co zmniejszyło ryzyko powodzi, a jednocześnie dostarczyło znacznych terenów ziemi uprawnej dla rolnictwa. Od tego czasu poziom lustra wody u wylotu Suhre (w Aargau Suhre) w Oberkirch jest sztucznie regulowany.

## Zagospodarowanie
W przeciwieństwie do większości jezior szwajcarskich, duża część brzegów jeziora stanowi własność prywatną – jest ogrodzona i nie jest dostępna dla zwiedzających. Zakaz kąpieli dla całej promenady w Sempach sięga lat 60. XX w. Z wyjątkiem Oberkirch, każda gmina nad jeziorem Sempach posiada jednak wyznaczone kąpielisko (lok. Badi). W Oberkirch cały dostęp do jeziora objęty jest rezerwatem przyrody lub stanowi własność prywatną.
Jezioro jest wykorzystywane do uprawiania sportów wodnych (żeglarstwo, windsurfing) przez kilka miejscowych klubów.